# Ámmos (ort i Grekland, Epirus)
Ámmos (Ammos) är en ort i Grekland.   Den ligger i prefekturen Nomós Ioannínon och regionen Epirus, i den nordvästra delen av landet, 300 km nordväst om huvudstaden Aten. Ámmos ligger 515 meter över havet och antalet invånare är 479.
Terrängen runt Ámmos är varierad. Runt Ámmos är det mycket tätbefolkat, med 1 056 invånare per kvadratkilometer. Närmaste större samhälle är Ioánnina, 3,8 km öster om Ámmos. Trakten runt Ámmos består till största delen av jordbruksmark.